# نیروگاه بادی سراب
نیروگاه بادی سراب نام نیروگاهی در دست ساخت در نزدیکی شهر سراب در استان آذربایجان شرقی می‌باشد، که با توان تولید ۲۵ مگاوات با تبدیل انرژی جنبشی باد به الکتریکی، برق تولید خواهد کرد.

## شرح برنامه ساخت
این نیروگاه شامل ۱۰ توربین بادی ۲٫۵ مگاواتی خواهد بود که کار مطالعات بادسنجی از سال ۱۳۹۵ توسط شرکت گروه برق و انرژی صبا شروع شده است. همچنین قرارداد احداث این نیروگاه به ظرفیت ۲۵ مگاوات با مشارکت شرکت ABO Wind آلمان خواهد بود.